# William Hore (parlamentar)
William Hore (falecido em 1448) de Chichester, Sussex, foi um membro do Parlamento Inglês por Chichester em 1420 e 1421. Ele foi prefeito de Chichester em 1421–22, entre 11 de janeiro de 1423 a Michaelmas de 1424, de Michaelmas de 1426 a 1427, entre maio de 1432 e 1933, de 1436 a 29 de junho de 1438, de 28 de abril de 1440 a 1441 e em Michalemas 1447.